# Zanthoxylum pluviatile
Zanthoxylum pluviatile är en vinruteväxtart som beskrevs av Thomas Gordon Hartley. Zanthoxylum pluviatile ingår i släktet Zanthoxylum och familjen vinruteväxter. Inga underarter finns listade i Catalogue of Life.